# Sattler

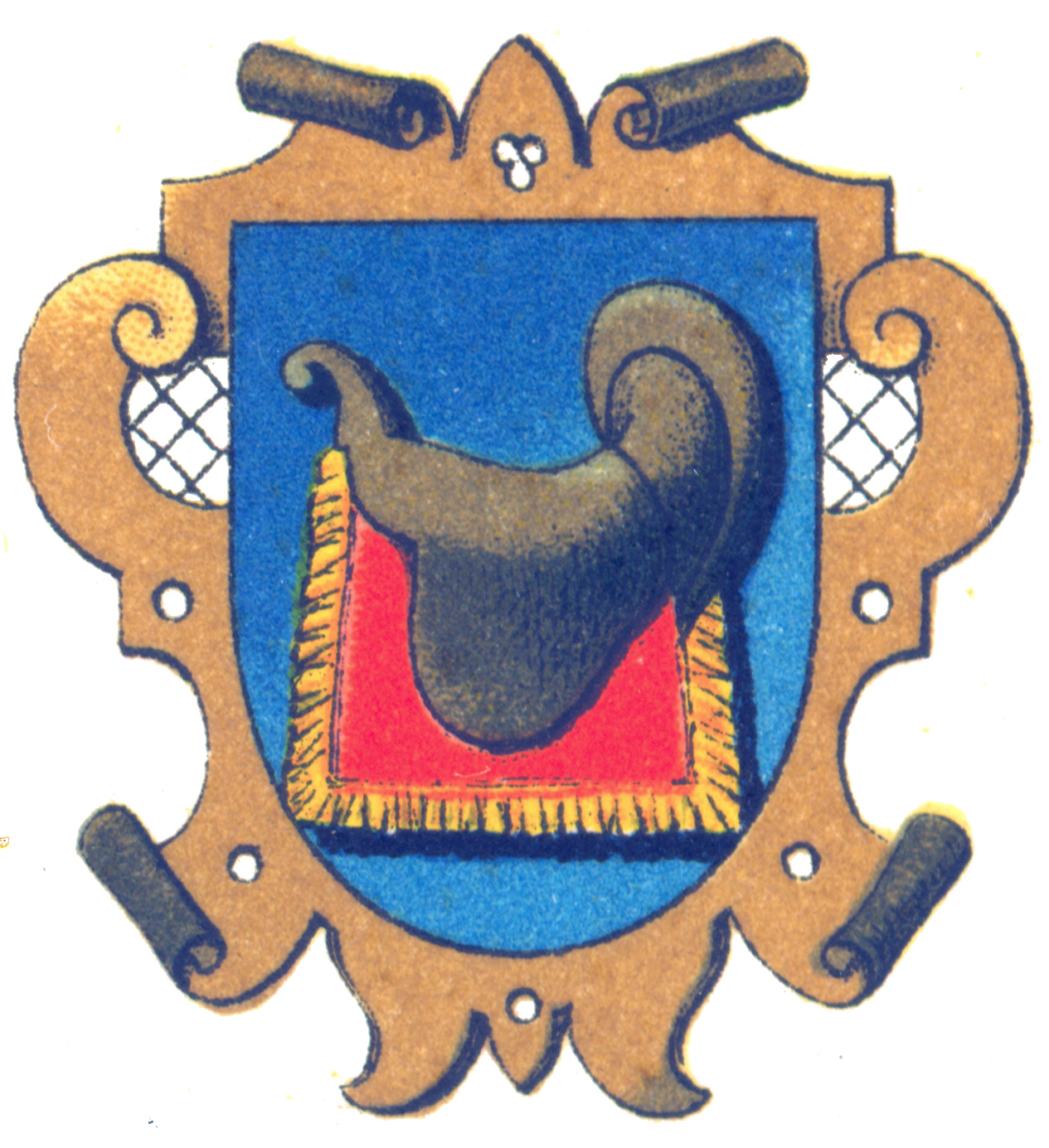
Zunftwappen der Sattler

Sattler ist ein Beruf des lederverarbeitenden Gewerbes.

Museumswerkstätte des Sattlermuseums in Hofkirchen im Traunkreis

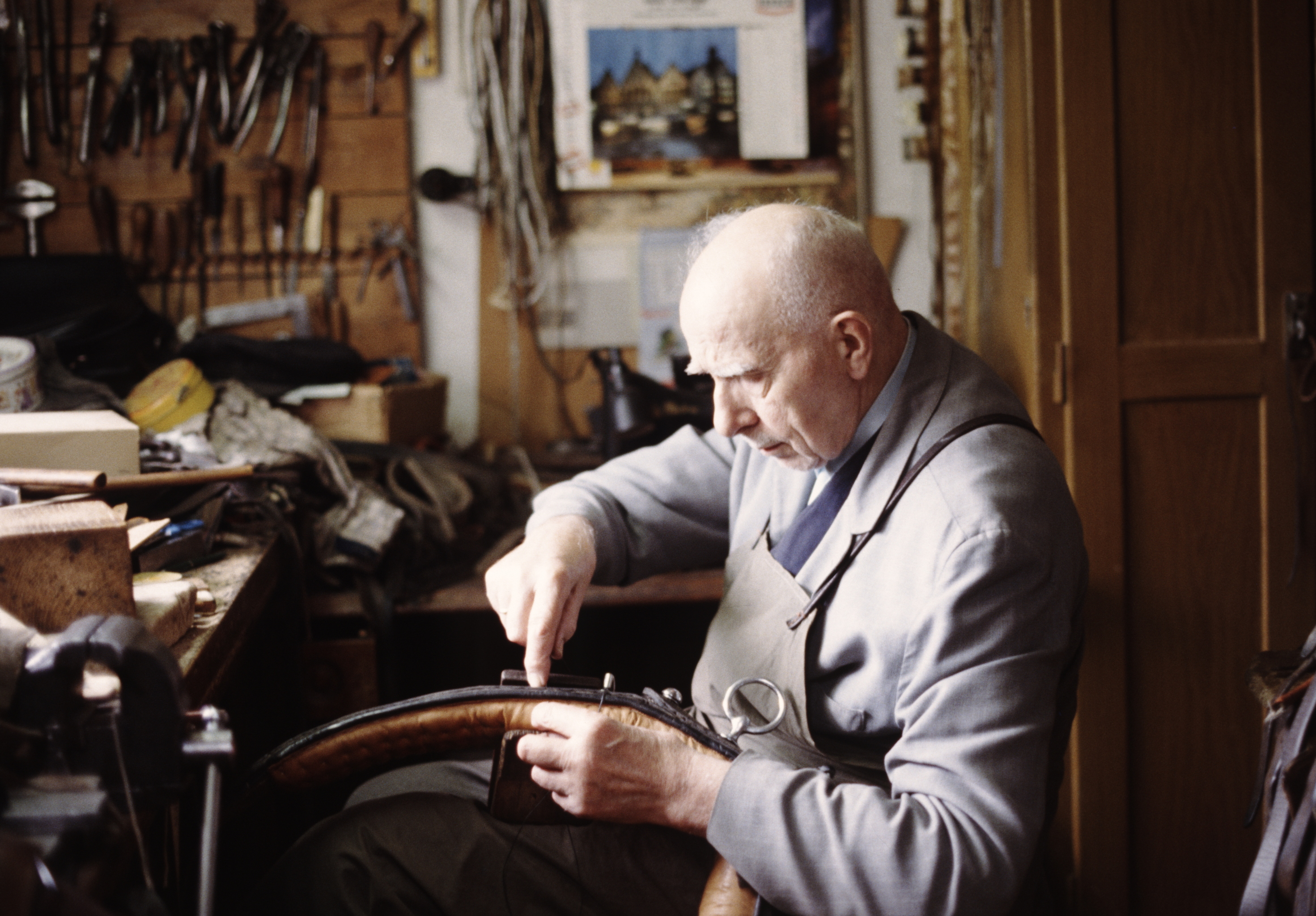
Sattlermeister bei der Arbeit in seiner Werkstatt

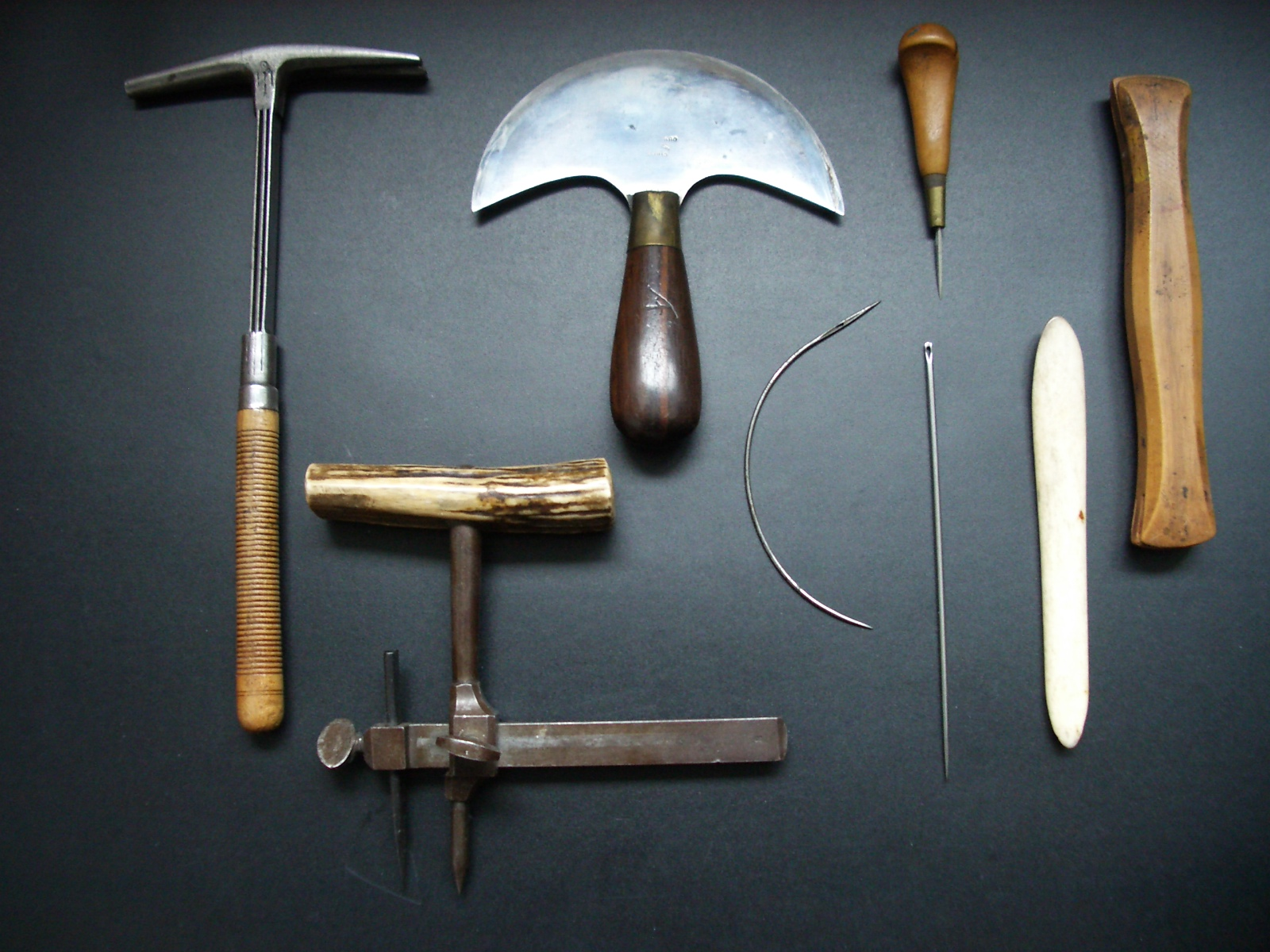
Berufstypische Sattlerwerkzeuge: Sattlerhammer, Halbmondmesser, Rundahle, Kantenzieher, Rundnadel

Der Sattler stellt fast immer aus Leder oder Stoffen Gegenstände zur Verwendung im Umgang mit Tieren her, wie Sättel, Zaumzeug, Kummet oder anderes Fahrgeschirr sowie Ausstattungen für Autos und Boote. Sattler stellen auch Taschen (z. B. Brieftaschen oder Schultornister) her.
Sattler, die vorwiegend Sättel anfertigen und reparieren, werden auch als Sattelmacher bezeichnet. Zu unterscheiden vom Täschner, Schuster, Riemer.

## Deutschland
In Deutschland ist der Beruf vom Bundesministerium für Wirtschaft und Technologie (BMWI) als Ausbildungsberuf anerkannt.
Die großen deutschen Autositzhersteller Recaro und Grammer AG entstanden aus Sattlereien. Der zeitweise größte Verdeckhersteller und heutige  Abteilungen für die Herstellung von Autositzen, wie Kompletthersteller, etwa die BMW-Tochter Rolls-Royce, bezeichnet man bis heute als Autosattlerei. Der zeitweise einzige Hersteller von Schlepperverdecken, die Firma Fritzmeier, entstand aus einer Sattlerwerkstatt.

## Österreich
In Österreich ist diese Berufsausbildung wie folgt geregelt:
Die Lehrzeit beträgt drei Jahre, wobei sich der Lehrling gleich zu Beginn für eine der drei Spezialisierungen entscheidet: Taschner, Sportsattler oder Fahrzeugsattler. Die Aufgaben, mit denen sich der Sattler hierbei auseinandersetzt, umfassen das Entwerfen, Zuschneiden, Nähen und Polieren. Die Palette der erzeugten Produkte reicht von der Brieftasche, welche in die erste Kategorie fällt, über den Reitsattel, der zur zweiten Spezialisierungsrichtung zählt, bis hin zur Innenausstattung und Polsterung von Autos, Flugzeugen, Schiffen usw., die der Fahrzeugsattler übernimmt. Die Meisterprüfung kann unabhängig von der Lehrabschlussprüfung absolviert werden.
- Österreichisches Sattlermuseum

## Schweiz
Auch in der Schweiz gibt es eine offizielle Ausbildung zum Sattler. Es gibt verschiedene Fachrichtungen, wie z. B. Inneneinrichtung oder Carosseriesattler. Viele kleine und mittlere Unternehmen sind  Familienbetriebe, die neben Herstellung Lederprodukte verkaufen oder reparieren.
Interieursuisse ist der führende Schweizerische Verband der Fachgeschäfte für Inneneinrichtungen, Möbel, Vorhänge, Polster, textile Wandbeläge, Teppiche, Spezialbodenbeläge, Parkett und für alle Tätigkeiten im Sattlerbereich.

## Tschechische Republik
Auch in der Tschechischen Republik gibt es eine Ausbildung als Sattler. Als das Handwerk entstand, spezialisierten sich Sattlermeister auf verschiedene Gebiete der Produktion (z. B. Herstellung von Sätteln, Pferdegeschirr, Taschen, Riemen).

## Dokumentarfilme
- Heidrun Wieser: Handwerkskunst! Wie man einen Sattel macht,  SWR Fernsehen – Landesschau Rheinland-Pfalz vom 10. August 2018 (YouTube vom 20. Juli 2018)
- Verena Wagner: Sattler- und Polstererwerkstätten · Eine Reise vom Gäuboden in den Bayerischen Wald (ARD 2023, 42 min)